# Fricativa labiodentale sonora
La fricativa labiodentale sonora è una consonante molto frequente in numerose lingue, che in base all'alfabeto fonetico internazionale è rappresentata con il simbolo [v].
Nella lingua italiana tale fono è rappresentato nell'ortografia con la lettera V

## Caratteristiche
La consonante fricativa labiodentale sonora presenta le seguenti caratteristiche:
- il suo modo di articolazione è fricativo, perché questo fono è dovuto al restringimento del canale orale (la bocca);
- il suo luogo di articolazione è labiodentale, perché nel pronunciare tale suono il labbro inferiore si avvicina agli incisivi superiori;
- è una consonante sonora, in quanto questo suono è prodotto con la vibrazione delle corde vocali.

Nella fonologia generativa tale fonema è formato dalla sequenza dei tratti: +consonantico, -nasale, -compatto, +grave, +sonoro, +continuo.

## In italiano
In italiano tale suono è un fonema (rappresentato dalla grafia ⟨v⟩), che si oppone alla fricativa labiodentale sorda /f/, e presente per esempio nella parola "vino" [ˈviːno].

## Altre lingue

### Francese
In lingua francese tale fono è reso con la grafia ⟨v⟩:
- vie "vita" [vi]
- voler "volare" [vɔˈle]

### Inglese
In lingua inglese tale fono è reso con la grafia ⟨v⟩:
- van "furgone" [væn] (britannico)
- valve "valvola" [væɫv]

### Tedesco
In lingua tedesca tale fono è reso con la grafia ⟨w⟩:
- Weg "via" [veːk]
- Wächter "guardia" [ˈvɛçtɐ]

### Ceco
In lingua ceca tale fono è reso con la grafia ⟨v⟩:
- voda "acqua" [ˈvoda]

### Polacco
In lingua polacca tale fono è reso con la grafia ⟨w⟩: 
- wielki "grosso" [ˈvʲɛlkʲi]

### Greco
In lingua greca moderna tale fono è reso ⟨β⟩ e ⟨-υ⟩ (come secondo elemento delle combinazioni vocaliche ⟨αυ⟩, ⟨ευ⟩ ed ⟨ηυ⟩ prima di consonante sonora) nell'alfabeto greco:
- αβαρία (traslitterato avaría) "avaria" [ɐvɐˈriɐ]
- Eύα (traslitterato Eúa) "Eva" [ˈɛvɐ]

### Russo
In lingua russa tale fono è reso ⟨в⟩ nell'alfabeto cirillico:
- волосы "capello" [ˈvoɫəsɨ]

### Georgiano
In lingua georgiana tale fono è reso ⟨ვ⟩ nell'alfabeto georgiano:
- ვიწრო [ˈvikro]